# Translingual Discourse in Ethnomusicology
Translingual Discourse in Ethnomusicology (TDE) ist ein Online-Journal. Gegründet wurde es 2015 von den Musikwissenschaftlern Regine Allgayer-Kaufmann (Universität Wien) und Gerd Grupe (Kunstuniversität Graz) im Rahmen eines am Institut für Musikwissenschaft an der Universität Wien angesiedelten FWF-Projekts.

## Ziel
Ziel ist es, ethnomusikologische Artikel auf Englisch wiederzuveröffentlichen, um sie einem breiteren Kreis zugänglich zu machen. Die Vorgehensweise des aus renommierten Wissenschaftlern verschiedener europäischer und außereuropäischer Länder bestehenden Editorial Board besteht darin, hervorragende wissenschaftliche Arbeiten in ihrer jeweiligen Sprache für die TDE zu benennen. Die Arbeiten werden dann einem Double Open Peer Review Prozess unterworfen, von Native Speakern übersetzt und Open Access publiziert. Den Beginn machte die Reihe mit einem der Standardtexte der ethnomusikologischen Literatur, dem 1911 erstmals veröffentlichten Artikel „Über die Bedeutung ethnologischer Untersuchungen für die Psychologie und Ästhetik der Tonkunst“ von Erich M. von Hornbostel und Curt Sachs.